# Queens' College (Cambridge)
Il Queen's College of St Margaret and St Bernard, abbreviato in Queens' College, è una delle più antiche scuole costituenti l'Università di Cambridge.
Fu fondato nel 1448 da Margherita d'Angiò, moglie del sovrano Enrico VI, a sua volta fondatore del King's College.
Nel 1465 fu rifondato da Elisabetta Woodville, regina consorte di Edoardo IV e questa doppia progenitura giustifica l'ortografia del nome (Queens' College = Collegio delle regine) che rende omaggio a entrambe le fondatrici; il nome completo della scuola è un tributo ai santi Margherita di Antiochia e Bernardo di Chiaravalle.

## Descrizione

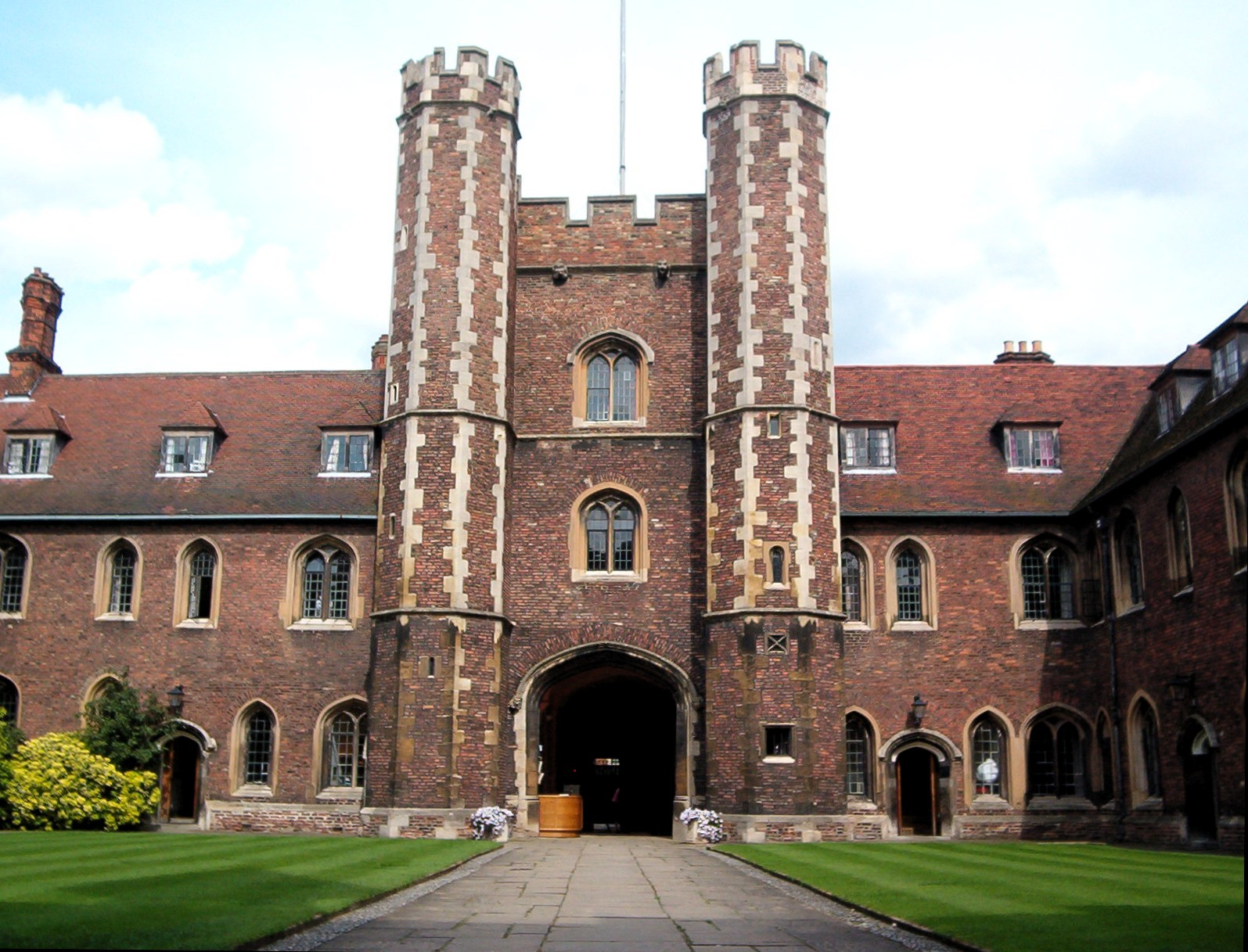
Portale d'ingresso, visto dalla Old Court.

Il Queens' College è uno dei college che hanno edifici lungo la sponda del Cam (gli altri sono il King's, il Clare, il Trinity Hall, il Trinity, il St John's ed il Magdalene). Il President's Lodge (alloggio del Presidente) del Queens' è il più antico edificio di Cambridge ad essere situato sul fiume, costruito intorno al 1460. Il Queens' College è anche uno dei due college che hanno edifici del corpo principale su entrambi i lati del Cam (L'altro è il St John's).
Il 'Mathematical Bridge' (Ponte matematico) collega la parte più antica del college (soprannominata dagli studenti "Lato oscuro") con la parte più recente ("Il lato chiaro"), ed è una delle viste più fotografate a Cambridge (solitamente fotografato dal vicino ponte di Silver Street). Secondo la leggenda popolare, il ponte fu originariamente progettato da Sir Isaac Newton senza usare dadi e bulloni, ed in passato gli studenti (o i fellows) hanno tentato di smontare e rimontare il ponte. Il mito continua sostenendo che questi ingegneri troppo ambiziosi non siano stati in grado di raggiungere la bravura di Newton, ed abbiano dovuto arrendersi e tenere in piedi il ponte con dadi e bulloni. La storia è falsa: il ponte fu costruito nel 1749 da James Essex il Giovane (1722-1784) su progetto di William Etheridge (1709-1776), 22 anni dopo la morte di Newton. Fu ricostruito nel 1866 e nel 1905, sullo stesso progetto.
Il Queens' è unico tra i college di Cambridge per la sala multifunzionale Fitzpatrick Hall. Il livello di accessibilità concesso agli studenti permette loro di fare teatro, cinema, feste ed attività sportive.